# Galium cespitosum
Espèce
Classification APG II (2003)
Statut de conservation UICN

 NE  : Non évalué
Le Gaillet cespiteux, Gaillet gazonnant ou Gaillet en touffe (Galium cespitosum Lam.) est une plante herbacée de la famille des Rubiacées.
Cette espèce est endémique des Pyrénées avec Galium pyrenaicum à fleurs blanches et Galium cometerhizon dont les fleurs blanches sont rosées en dehors.

## Description
Galium cespitosum est une plante gazonnante à tiges couchées, dont les fleurs jaunâtres sont groupées par une à trois aux extrémités des tiges. Floraison de juin à aout.

## Habitat
Rocailles, pelouses, combes à neige jusqu'à 2 600 m d'altitude.